# Гладенька акула
Гладенька акула (Mustelus) — рід акул з родини Куницеві акули. Інша назва акула-ласка (походить від латинської назви цих акул). Має 30 видів.

## Опис
Загальна довжина представників цього роду коливається від 60 см до 1,85 м та досягає максимальної ваги у 13 кг. За своєю будовою вони в багато в чому схожі на інших куницевих акул. Голова трохи сплощена з боків, невелика. Морда помірно витягнута. Очі маленькі, опуклі. Має 5 зябрових щілин. Зуби в щелепах розташовані доволі щільно. Тулуб кремезний, циліндроподібний з 2 спинними та 1 анальним плавцями. Передній спинний плавець більше за задній. Особливістю є дуже гладенька шкіра. Звідси походить їх назва. Грудні плавці середнього розміру. Верхня частина хвостового плавця значно перевершую нижню. Забарвлення переважно коричневого, бурого, сірого або чорного кольорів з різними відтінками.

## Спосіб життя
Тримаються переважно невеликих або середніх глибин. Часто зустрічаються біля узбережжя, на мілині, заходять у лимани, естуарії, гирла, гавані. Здатні здійснювати великі міграції. Можуть скупчуватися у великі групи, переважно під час полювання. Живляться кістяними рибами, ракоподібними, молюсками та морськими черв'яками.
Це живородні акули. Самиця народжує до 20 дитинчат.

## Розповсюдження
Мешкають у теплих водах Індійського, Атлантичного та Тихого океанів.

## Види
- Mustelus albipinnis  Castro-Aguirre, Antuna-Mendiola, González-Acosta & De La Cruz-Agüero, 2005
- Mustelus andamanensis  White, Arunrugstichai & Naylorn, 2021
- Mustelus antarcticus  Günther, 1870
- Mustelus asterias  Cloquet, 1821
- Mustelus californicus  Gill, 1864
- Mustelus canis  Mitchill, 1815
- Mustelus dorsalis  Gill, 1864
- Mustelus fasciatus  Garman, 1913
- Mustelus griseus  Pietschmann, 1908
- Mustelus henlei  Gill, 1863
- Mustelus higmani  Springer & Lowe, 1963
- Mustelus lenticulatus  Phillipps, 1932
- Mustelus lunulatus  Jordan & Gilbert, 1882
- Mustelus manazo  Bleeker, 1854
- Mustelus mangalorensis  Cubelio, Remya R & Kurup, 2011
- Mustelus mento  Cope, 1877
- Mustelus minicanis  Heemstra, 1997
- Mustelus mosis  Hemprich & Ehrenberg, 1899
- Mustelus mustelus  Linnaeus, 1758
- Mustelus norrisi  Springer, 1939
- Mustelus palumbes  Smith, 1957
- Mustelus punctulatus  Risso, 1827
- Mustelus ravidus  White & Last, 2006
- Mustelus schmitti  Springer, 1939
- Mustelus sinusmexicanus  Heemstra, 1997
- Mustelus stevensi  White & Last, 2008
- Mustelus walkeri  White & Last, 2008
- Mustelus whitneyi  Chirichigno F., 1973
- Mustelus widodoi  White & Last, 2006